# Tegalgondo (Butuh)
Tegalgondo is een bestuurslaag in het regentschap Purworejo van de provincie Midden-Java, Indonesië. Tegalgondo telt 403 inwoners (volkstelling 2010).